# Merkendorf (Gemeinde Bad Gleichenberg)
Merkendorf ist eine ehemalige Gemeinde und seit 2015 Teil der Gemeinde Bad Gleichenberg im Bezirk Südoststeiermark der Steiermark mit 1143 Einwohnern (Stand: 1. Jänner 2014).

## Geografie

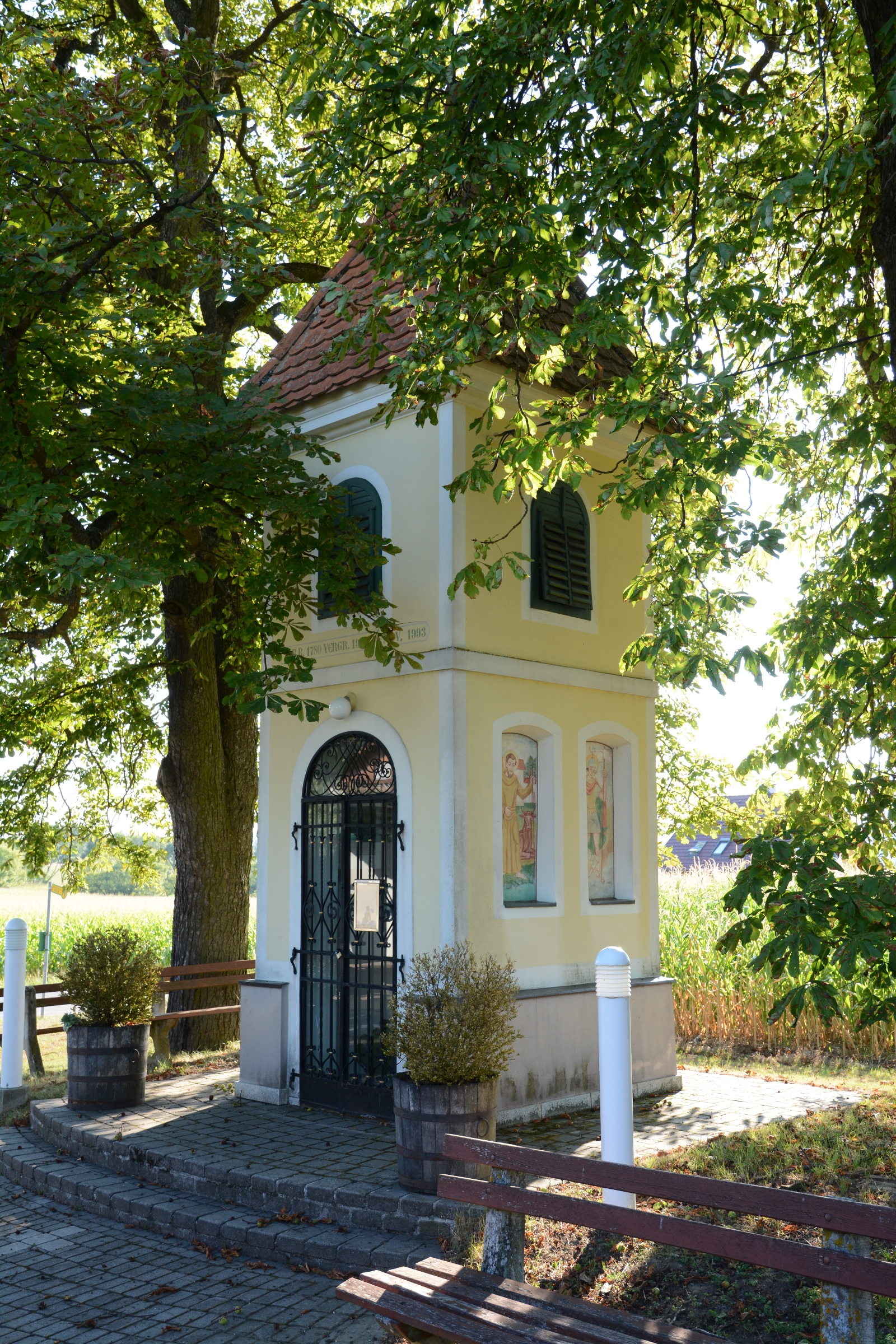
Kapelle Steinbach

Merkendorf liegt etwa 43 km südöstlich von Graz und etwa 11 km südlich der Bezirkshauptstadt Feldbach im Oststeirischen Hügelland.

### Gliederung der ehemaligen Gemeinde
Merkendorf bestand aus vier Katastralgemeinden (Fläche Stand 31. Dezember 2023):
- Haag (153,17 ha)
- Merkendorf (534,37 ha)
- Waldsberg (239,24 ha)
- Wilhelmsdorf (195,81 ha)

Das Gebiet der ehemaligen Gemeinde umfasste folgende fünf Ortschaften (in Klammern Einwohnerzahl, Stand 1. Jänner 2024):
- Haag (170)
- Merkendorf (379)
- Steinbach (207)
- Waldsberg (208)
- Wilhelmsdorf (104)

### Ehemalige Nachbargemeinden
- im Norden: Bad Gleichenberg, Bairisch Kölldorf und Trautmannsdorf
- im Osten: Frutten-Gießelsdorf und Sankt Anna am Aigen
- im Süden: Stainz bei Straden
- im Westen: Krusdorf

## Geschichte
Die mittelalterliche Ortschaft wurde beim Ungarneinfall von 1418 stark geschädigt.
Mit 1. Jänner 1948 wurden die Gemeinde Haag, Waldsberg und Wilhelmsdorf in Merkendorf eingemeindet.
Mit 1. Jänner 2015 wurde Merkendorf im Rahmen der Gemeindestrukturreform in der Steiermark mit den Gemeinden Bairisch-Kölldorf, Bad Gleichenberg und Trautmannsdorf in Oststeiermark zusammengeschlossen. Die neue Gemeinde trägt den Namen „Bad Gleichenberg“ weiter.

## Kultur und Sehenswürdigkeiten
- Ortskapelle Merkendorf
- Ortskapelle Wilhelmsdorf

## Politik
Der letzte Gemeinderat bestand aus 15 Mitgliedern und setzte sich bei der Gemeinderatswahl 2010 aus Mandaten der folgenden Parteien zusammen:
- 8 ÖVP – stellte den Bürgermeister und den Vizebürgermeister
- 6 SPÖ
- 1 FPÖ

### Wappen
Die Verleihung des Gemeindewappens erfolgte mit Wirkung vom 1. Juli 1998.
Blasonierung (Wappenbeschreibung): „Drei beblätterte goldene Safranblüten im blauen Schild mit goldenem Bord, darin sieben rechts laufende rote Ameisen.“

### Freundschaften
Merkendorf unterhält freundschaftliche Beziehungen zu anderen Orten im deutschsprachigen Raum mit demselben Namen. Die folgenden Orte haben sich zum Verein Europäische Merkendorfs e. V. zusammengeschlossen:
- Merkendorf bei Feldbach in der Steiermark
- Merkendorf bei Bamberg in Bayern
- Merkendorf bei Coburg in Bayern
- Merkendorf bei Ansbach in Bayern
- Merkendorf bei Zeulenroda-Triebes in Thüringen
- Merkendorf bei Eutin in Schleswig-Holstein

Alle zwei Jahre findet ein Treffen in einem anderen Merkendorf statt, um sich auszutauschen und sportliche und kulturelle Veranstaltungen durchzuführen.

## Persönlichkeiten

### Ehrenbürger
- Friedrich Fassold († 2020), Bürgermeister von Merkendorf 1988–2004